# 第2軍団 (ベトナム人民軍)
第2軍団（ベトナム語：Quân đoàn 2）またはフオンザン軍団（ベトナム語：Binh đoàn Hương Giang、文字通り：香水川の軍団）は、ベトナム人民軍の正規軍4軍団の1つである。ベトナム戦争中の1974年に初めて組織され、戦争を終結させたホーチミン作戦で重要な役割を果たした。現在、同軍団はバックジャン県ラングザン郡に駐屯している。
- 司令官: ファム・ヴァン・フン（Phạm Văn Hưng）少将
- 政治委員: トラン・ヴォー・ディン（Maj.Gen.

## 歴史
1973年7月、ベトナム共産党中央委員会は第21回会議を経て、国家統一のための軍備強化の決議を行った。その3ヶ月後、国防省と中央委員会軍事委員会は、ベトナム人民軍の正規軍団を組織する計画を承認した。1974年5月17日、国防大臣Võ Nguyên Giáp将軍は、香水川（Sông HươngまたはHương Giang）があるThừ、現在のThừ-Huế省に第2部隊を設立する勅令に署名し、部隊名はHương Giang隊になった。最初の部隊は政治委員レー・リン（chính ủy）と司令官ホアン・バン・タイ（tư lệnh）で構成された。
1975年初頭、第2軍団はフエ・ダナン、タイ・ゲイン作戦においてベトナム人民軍の主力部隊として活躍した。ホーチミン作戦では、サイゴン市内に最初に進攻し、南ベトナムのドゥオン・ヴァン・ミン主席の仕事場である独立記念館を占領したのは第2軍団であった。独立記念館の屋根に解放軍の旗を掲げ、ベトナム戦争の終結を告げたのは、当時第2軍団の大尉だったブイ・クアン・タン大佐であった。戦後も第2軍団はラオス戦争（1976-1979）、カンボジア・ベトナム戦争（1978-1979）に従事した。同軍団は1985年に人民軍英雄（Anh hùng Lực lượng vũ trang nhân dân）の称号を授与された。

## 組織
第2軍団の指揮系統は、最高司令部（Bộ tư lệnh）、第2軍団幕僚（Bộ tham mưu）、政治部（Cục chính trị）、兵站部（Cục hậu cần）、技術部（Cục kỹ thuật）で構成されている。同軍団の戦闘部隊は以下の通り。
- 304th Infantry Division
- 306th Infantry Division
- 325th Infantry Division
- 673rd Air Defence Division
- 203rd Tank Brigade
- 164th Artillery Brigade
- 219th Engineers Brigade

## 司令官
| 時期            | 司令官                         | 備考                                                         |
| --------------- | ------------------------------ | ------------------------------------------------------------ |
| 1974年 - 1975年 | 少将。将軍ホアン・ヴァン・タイ | その後、中将に昇進し、技術総局長に就任。                     |
| 1975年 - 1979年 | 少将。将軍グエン・フー・アン   | その後、大将に昇進し、高等陸軍士官学校の所長になった。       |
| 1979年 - 1982年 | 少将。将軍グエン・チョン       |                                                              |
| 1983年 - 1988年 | 少将。将軍ブイコンアイ         |                                                              |
| 1988年 - 1992年 | 少将。将軍グエン・フック・タン | その後、ベトナム中将、国防副大臣、ベトナム国会副議長に昇進。 |
| 1992年 - 1994年 | 少将。将軍グエン・ヴァン・リン | その後、大将と国防副大臣に昇進した。                         |
| 1995年 - 2000年 | 少将。将軍Phạm Xuân Thệ        | のち 中将 、第 1 軍区司令 官 に 昇進 。                      |
| 2000年 - 2004年 | 少将。将軍Phạm Ngọc Khóa       | 後に中将に昇進し、参謀本部作戦部長に就任。                   |
| 2004年 - 2007年 | 少将。将軍Thiều Chi Đinh       |                                                              |
| 2007年 - 2011年 | 少将。将軍Nguyễn Đức Thận      |                                                              |
| 2011年 - 現在   | 少将。将軍ファム・ヴァン・フン |                                                              |